# Arbejdsulykke
En arbejdsulykke er, når en person kommer til skade, mens vedkommende arbejder. En arbejdsulykke kan være en fysisk eller psykisk skade, som sker efter en hændelse eller påvirkning. Hændelsen eller påvirkningen skal (efter de danske regler) være pludselig eller vare højst fem dage. 
Kommer man ud for en arbejdsulykke, er det vigtigt at få slået fast, hvad der gik galt for at kunne placere et ansvar, og for at en eventuel sikkerhedsrepræsentant kan se, hvor praksis skal ændres. 

## Regler i Danmark

### Anmeldelse af arbejdsulykker
En arbejdsgiver har pligt til at anmelde en arbejdsulykke, lige efter ulykken er sket. Hvis en tilskadekommen person ikke har genoptaget sit sædvanlige arbejde senest 5 uger efter, skaden er sket, skal skaden efterfølgende anmeldes. Arbejdsulykker skal anmeldes til arbejdsgiverens forsikringsselskab og til Arbejdstilsynet. Som udgangspunkt skal alle ulykker anmeldes, men småskader, som for eksempel et blåt mærke, skal ikke anmeldes. Arbejdsulykker skal altid anmeldes til Arbejdstilsynet, hvis personen, der er kommet til skade ikke kan arbejde udover den dag, hvor skaden er sket. 

### Lovpligtigt at tegne en arbejdsskadeforsikring
Arbejdsgivere i Danmark skal sikre deres ansatte ved at tegne en arbejdsskadeforsikring. Hvis en arbejdsgiver er en privatperson, som har en person ansat til børnepasning eller rengøring i hjemmet, skal arbejdsgiveren ikke tegne forsikring, hvis arbejdet ikke overstiger 400 timer i et kalenderår. Hvis personen, der arbejder i hjemmet, kommer til skade, kan personen alligevel have ret til erstatning eller godtgørelse. 

### Erstatning for arbejdsulykker
Arbejdsskadestyrelsen vurderer ud fra arbejdsskadeloven, om en arbejdsulykke kan anerkendes som en arbejdsskade. Det er arbejdsgiverens forsikringsselskab, der udbetaler erstatningen.
Arbejdsskadestyrelsen vurderer også erstatning for arbejdsulykker, hvor en person er kommet til skade ved for eksempel at hjælpe en nabo med at skovle sne. Her er der altså ikke tale om egentlig ansættelsesforhold men om en person, der har ydet en håndsrækning.